# Анна (Огайо)
Анна (англ. Anna) — селище (англ. village) в США, в окрузі Шелбі штату Огайо. Населення — 1470 осіб (2020).

## Географія
Анна розташована за координатами 40°23′48″ пн. ш. 84°10′34″ зх. д. / 40.39667° пн. ш. 84.17611° зх. д. (40.396770, -84.176000).  За даними Бюро перепису населення США в 2010 році селище мало площу 2,67 км², з яких 2,67 км² — суходіл та 0,00 км² — водойми.

## Демографія
Згідно з переписом 2010 року, у селищі мешкало 1567 осіб у 551 домогосподарстві у складі 429 родин. Густота населення становила 588 осіб/км².  Було 589 помешкань (221/км²).
Расовий склад населення:
| - 97,4 % — білих - 0,4 % — корінних американців - 0,4 % — чорних або афроамериканців - 0,2 % — азіатів |

До двох чи більше рас належало 1,5 %. Частка іспаномовних становила 0,6 % від усіх жителів.
За віковим діапазоном населення розподілялося таким чином: 33,4 % — особи молодші 18 років, 59,5 % — особи у віці 18—64 років, 7,1 % — особи у віці 65 років та старші. Медіана віку мешканця становила 31,1 року. На 100 осіб жіночої статі у селищі припадало 93,7 чоловіків;  на 100 жінок у віці від 18 років та старших — 93,5 чоловіків також старших 18 років.
Середній дохід на одне домашнє господарство  становив 72 022 долари США (медіана — 65 521), а середній дохід на одну сім'ю — 80 712 долари (медіана — 71 792). Медіана доходів становила 49 583 долари для чоловіків та 38 935 доларів для жінок. За межею бідності перебувало 4,9 % осіб, у тому числі 8,0 % дітей у віці до 18 років та 1,3 % осіб у віці 65 років та старших.
Цивільне працевлаштоване населення становило 823 особи. Основні галузі зайнятості: виробництво — 34,9 %, освіта, охорона здоров'я та соціальна допомога — 21,7 %, науковці, спеціалісти, менеджери — 8,0 %, роздрібна торгівля — 7,0 %.